# Беляев, Владимир Прокофьевич
Владимир Прокофьевич Беляев (1911—1968) — старший сержант Рабоче-крестьянской Красной Армии, участник Великой Отечественной войны, Герой Советского Союза (1944).

## Биография
Владимир Беляев родился в 1911 году в селе Липовка (ныне — Жердевский район Тамбовской области) в крестьянской семье. В апреле 1942 года был призван на службу в Рабоче-крестьянскую Красную Армию и направлен на фронт Великой Отечественной войны. К сентябрю 1943 года старший сержант Владимир Беляев командовал орудием 78-го гвардейского стрелкового полка 25-й гвардейской стрелковой дивизии 6-й армии Юго-Западного фронта. Отличился во время битвы за Днепр.
В сентябре 1943 года группа, в составе которой был и Беляев, форсировала Днепр в районе села Войсковое Солонянского района Днепропетровской области Украинской ССР и захватила плацдарм на западном берегу реки. 26 сентября 1943 года Беляев принял участие в отражении 20 контратак противника, способствуя удержанию и расширению плацдарма.
Указом Президиума Верховного Совета СССР от 22 февраля 1944 года старший сержант Владимир Беляев был удостоен высокого звания Героя Советского Союза с вручением ордена Ленина и медали «Золотая Звезда».
После окончания войны демобилизован. Проживал в городе Жердевка Тамбовской области, работал ветеринарным санитаром в совхозе. Умер 25 июня 1968 года.
Был также награждён орденом Красной Звезды, а также рядом медалей.